# Шубигер, Отто
Отто Шубигер (нем. Otto Schubiger; 6 января 1925, Цюрих — 28 января 2019, Баден, Аргау) — швейцарский хоккеист, центральный нападающий, выступавший в 1940-х и 1950-х годах. Игрок швейцарских клубов «Грассхоппер», «Цюрихер», «Рапперсвиль» и сборной Швейцарии по хоккею. Бронзовый призёр зимних Олимпийских игр в Санкт-Морице, двукратный бронзовый призёр чемпионатов мира.

## Биография
Отто Шубигер родился 6 января 1925 года в Цюрихе, Швейцария.
Начинал карьеру хоккеиста в сезоне 1943/44 в цюрихском клубе «Грассхоппер», за который отыграл несколько сезонов в Национальной лиге А, после чего в 1947 году перешёл в «Цюрихер» и в 1949 году стал чемпионом Швейцарии. Играл на позиции центрального нападающего и считался одним из лучших игроков лиги по количеству набираемых очков.
Дебютировал на международном уровне в составе швейцарской национальной сборной в 1947 году, выступив на чемпионате мира в Чехословакии, где со своей командой занял итоговое четвёртое место.
Благодаря череде удачных выступлений удостоился права защищать честь страны на домашних зимних Олимпийских играх 1948 года в Санкт-Морице. Из восьми матчей швейцарцы проиграли здесь только два, чехословакам и канадцам — расположились в итоговом протоколе на третьей строке и завоевали бронзовые олимпийские медали (также стали бронзовыми призёрами чемпионата мира и серебряными призёрами чемпионата Европы). Шубигер при этом выходил на лёд только в одном матче со сборной Польши, забросив в её ворота три шайбы.
В 1949 году выступал на чемпионате мира в Швеции, занял пятое место в общем мировом зачёте и получил бронзу в зачёте первенства Европы.
В 1951 году завоевал бронзовую медаль на чемпионате мира во Франции (и серебряную медаль первенства Европы).
Находясь в числе лидеров хоккейной команды Швейцарии, благополучно прошёл отбор на Олимпийские игры 1952 года в Хельсинки — на сей раз стал бронзовым призёром только в зачёте европейского первенства, тогда как в общем зачёте оказался пятым. Здесь выходил на лёд во всех восьми играх своей команды, забросив в общей сложности пять шайб.
В 1953 году выиграл бронзовую медаль на домашнем чемпионате мира в Цюрихе, пропустив вперёд только сборные из Швеции и ФРГ.
Последний раз представлял Швейцарию на международной арене в 1955 году, когда принял участие в чемпионате мира в Западной Германии. Тем не менее, швейцарцы сумели выиграть только один матч из восьми и заняли предпоследнее седьмое место.
Впоследствии Отто Шубигер ещё достаточно долго продолжал выступать на клубном уровне. Так, в сезоне 1957/58 он сыграл за «Цюрихер» в 14 матчах национальной лиги, набрав при этом 23 очка (забросил 10 шайб и отдал 13 голевых передач).
С 1962 года являлся играющим тренером в клубе «Рапперсвиль».
В сезоне 1970/71 занимал должность главного тренера «Цюрихера».
Умер 28 января 2019 года в Бадене в возрасте 94 лет.